# Hipercarga fraca
No Modelo Padrão das interações eletrofracas da física de partículas, a hipercarga fraca é um número quântico que relaciona a carga elétrica com o terceiro componente do isospin fraco . É frequentemente denotado {\displaystyle Y_{\mathsf {W}}} e corresponde à simetria de calibre U(1) .
Ela é conservada (somente termos que são globalmente neutros de hipercarga fraca são permitidos no Lagrangeano). No entanto, uma das interações é com o campo de Higgs . Como o valor esperado do vácuo do campo de Higgs é diferente de zero, as partículas interagem com esse campo o tempo todo, mesmo no vácuo. Isso muda sua hipercarga fraca (e isospin T3 fraco). Apenas uma combinação específica deles, {\displaystyle ~Q=T_{3}+{\tfrac {1}{2}}\,Y_{\mathsf {W}}} (carga elétrica), é conservada.
Matematicamente, a hipercarga fraca parece com a fórmula de Gell-Mann-Nishijima para a hipercarga de interações fortes (essa que não é conservada em interações fracas e é zero para léptons).
Na teoria eletrofraca, transformações SU(2) comutam com transformações U(1) por definição e, portanto, a carga U(1)  (por exemplo, quarks up e down levógiros) e p dubleto SU(2) tem que ser igual. É por isso que U(1) não pode ser identificado com U(1) em e uma hipercarga fraca deve ser introduzida.
A hipercarga fraca foi introduzida pela primeira vez por Sheldon Glashow em 1961.

## Definição

ângulo de Weinberg e relação entre as constantes de acoplamento g, g ′ e e. Adaptado de Lee (1981).

A hipercarga fraca é o gerador de componentes U(1) do grupo de gauge SU(2)×U(1) e isso associa o campo quântico B  com o campo quântico eletrofraco W 3 para produzir o bóson de gauge Z observado e o fóton da eletrodinâmica quântica .
A hipercarga fraca satisfaz a relação
{\displaystyle Q=T_{3}+{\tfrac {1}{2}}Y_{\text{W}}~,}
onde Q é a carga elétrica (na unidade de carga elementar ) e T 3 é o terceiro componente do isospin fraco (o componente SU(2)).
Rearranjando, a hipercarga fraca pode ser explicitamente definida como:
{\displaystyle Y_{\rm {W}}=2(Q-T_{3})}
| família do férmion | Férmions quirais esquerdos | Férmions quirais esquerdos | Férmions quirais esquerdos | Férmions quirais esquerdos | Férmions quirais direitos | Férmions quirais direitos | Férmions quirais direitos | Férmions quirais direitos |
| família do férmion |                            | Cargaelétrica Q            | Isospin Fraco T 3          | Hipercarga fracaY W        |                           | Carga elétrica Q          | Isospin fraco T 3         | Hipercarga fraca Y W      |
| ------------------ | -------------------------- | -------------------------- | -------------------------- | -------------------------- | ------------------------- | ------------------------- | ------------------------- | ------------------------- |
| léptons            | ve,vμ,vτ                   | 0                          | +⁠1/2⁠                       | − 1                        | Vr Pode não existir       | 0                         | 0                         | 0                         |
| léptons            | e− , μ− , τ−               | − 1                        | −⁠1/2⁠                       | − 1                        | e− R, μ− R, τ− R          | − 1                       | 0                         | − 2                       |
| quarks             | u , c , t                  | +⁠2/3⁠                       | +⁠1/2⁠                       | +⁠1/3⁠                       | u R, c R, t R             | +⁠2/3⁠                      | 0                         | +⁠4/3⁠                      |
| quarks             | d, s, b                    | −⁠1/3⁠                       | −⁠1/2⁠                       | +⁠1/3⁠                       | dR, sR, bR                | −⁠1/3⁠                      | 0                         | −⁠2/3⁠                      |

onde "levógiro" e "dextrógiro" aqui são os quirais esquerdo e direito, respectivamente (não confundir com helicidade ). A hipercarga fraca para um anti-férmion é oposta do férmion correspondente porque a carga elétrica e a terceira componente do isospin fraco trocam de sinal sob a conjugação de carga .
| Interação mediada | bóson | Carga Elétrica Q | Isospin fraco T 3 | Hipercarga fraca Y W |
| ----------------- | ----- | ---------------- | ----------------- | -------------------- |
| Fraco             | W+/-  | ±1               | ±1                | 0                    |
| Fraco             | Z0    | 0                | 0                 | 0                    |
| eletromagnético   | γ0    | 0                | 0                 | 0                    |
| Forte             | g     | 0                | 0                 | 0                    |
| higgs             | H0    | 0                | −⁠1/2⁠              | +1                   |

O padrão de isospin fraco, T, e hipercarga fraca, Y, das partículas elementares conhecidas, mostrando carga elétrica, Q, ao longo do ângulo de Weinberg. O campo de Higgs neutro (circulado) quebra a simetria eletrofraca e interage com outras partículas para dar-lhes massa. Três componentes do campo de Higgs tornam-se parte dos massivos bósons W e Z.

A soma do isospin negativo e da carga positiva é zero para todos os bósons de gauge; consequentemente, todos os bósons eletrofracos de gauge  têm
{\displaystyle \,Y_{\text{W}}=0~.}
As atribuições da hipercarga no Modelo Padrão são determinadas até uma dupla ambiguidade, pelo requerimento de cancelar todas as anomalias.

### Escala média-alternativa
Por conveniência, a hipercarga fraca é geralmente representada na escala média, então
{\displaystyle \,Y_{\rm {W}}=Q-T_{3}~,}
o qual é igual à carga elétrica média das partículas no multipleto de isospin .

## Número de bariônico e Leptônico
A hipercarga fraca é relacionada ao  número bariônico menos o número de leptônico por meio da relação:
{\displaystyle {\tfrac {1}{2}}X+Y_{\rm {W}}={\tfrac {5}{2}}(B-L)\,}
onde X é um número quântico conservado na Grande Teoria Unificada. Como a hipercarga fraca é sempre conservada no Modelo Padrão e na maioria das extensões, isso implica que o número bariônico menos o número de leptônico também é sempre conservado.

### Decaimento de nêutrons
n
 → 
p
 + 
e−
 + 
ν
e
Portanto, o decaimento de nêutrons conserva o número bariônico B e o número leptônico L separadamente, então  B − L é também conservado.

### Decaimento do próton
O decaimento do próton é uma previsão de muitas teorias da grande unificação .
Portanto, esse hipotético decaimento de prótons conservaria B − L, apesar de que isso violaria a conservação de ambos os números leptônicos e bariônicos individualmente.